# Viaduc de Ramat
Le viaduc de Ramat (en italien viadotto Ramat) est un pont en poutre-caisson autoroutier de l'A32 situé à proximité de Chaumont, dans la province de Turin, au Piémont (Italie).

## Historique
Les deux viaducs autoroutiers construits en béton précontraint sont achevés en 1992. L'ouvrage en poutre à hauteur variable comporte un sens de circulation de deux voies chacun avec une bande d'arrêt d'urgence, limitées par des glissières de sécurité mixtes béton-acier ainsi qu'un écran de plexiglas de couleur bleu. Son tracé planimétrique implique un rayon de courbure constant de 900 m. Il est constitué de huit travées d’une hauteur variable de 90 m et de deux travées terminales de 50 m.
Il précède le plus long tunnel routier de l'autoroute, le tunnel de Cels d'une longueur de 5,1 km.